# Hydroptere

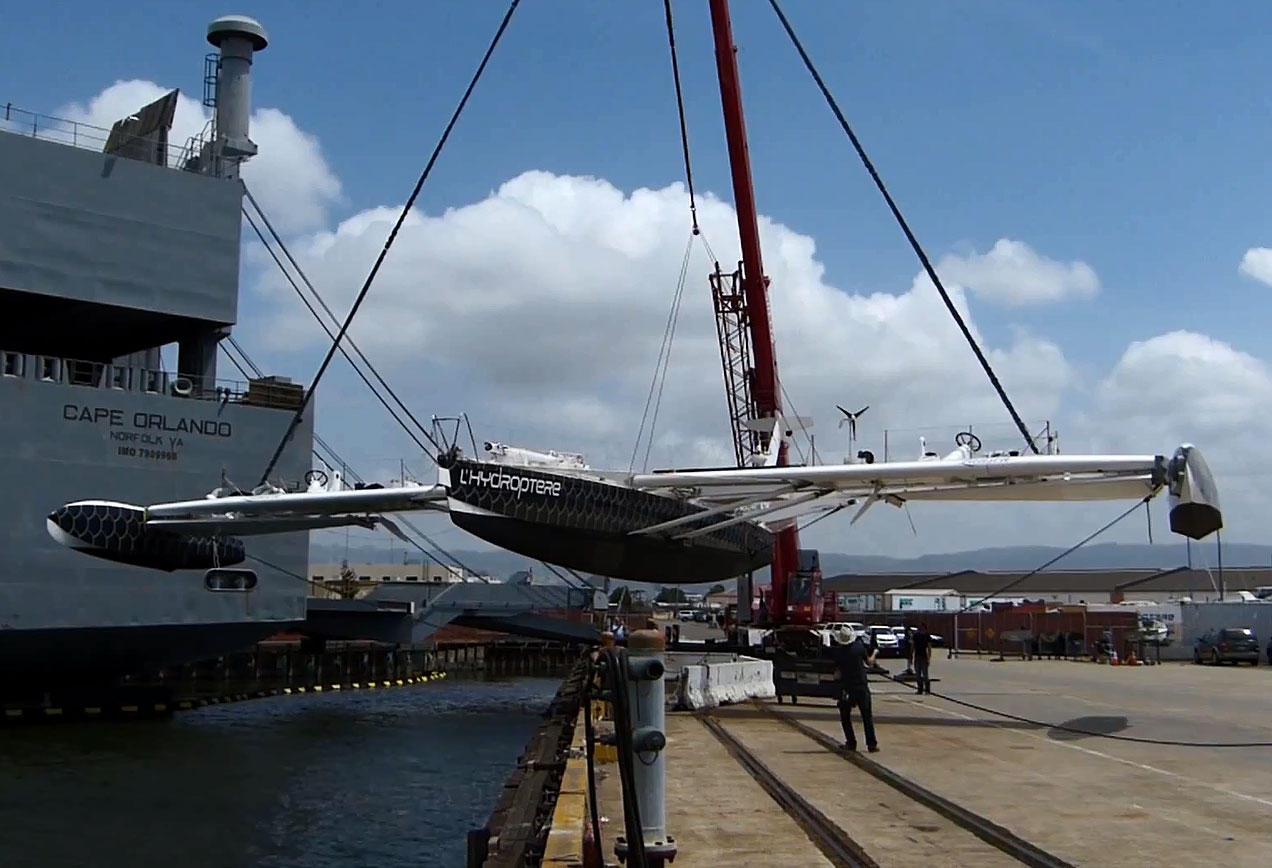
Экспериментальный парусный тримаран Hydroptère

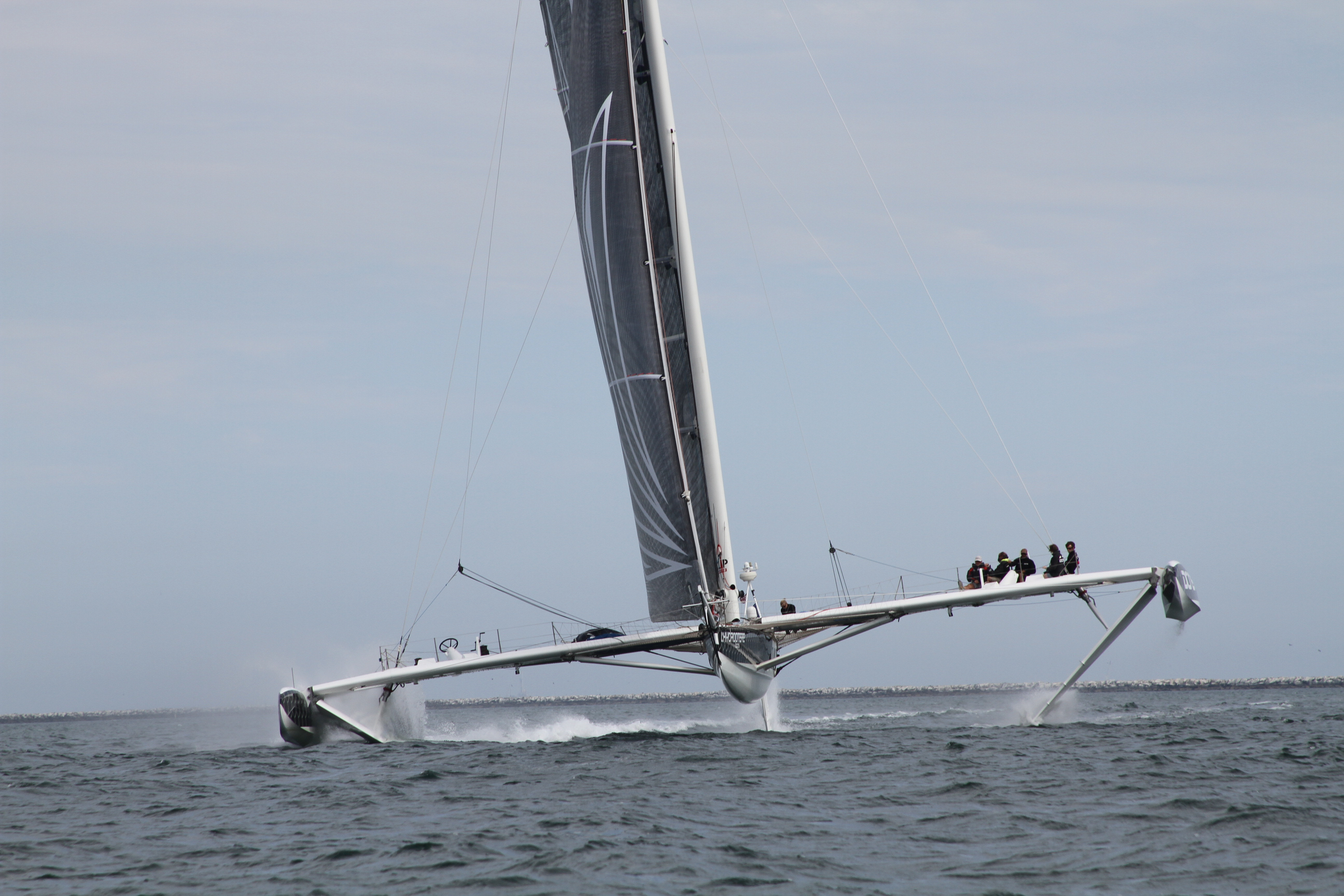

Hydroptère (рус. Гидроптер, от др.-греч. ὕδωρ, вода и др.-греч. πτερόν, крыло) — экспериментальный парусный тримаран на подводных крыльях по проекту французского яхтсмена Алена Тибо.
Тримаран спроектирован группой французских инженеров для достижения высоких скоростей на воде. Проект разработан в сотрудничестве с капитаном Эриком Табарли по результатам исследований, которые проводились начиная с 1990 года. На 2016 год — занимал второе место в таблице мировых рекордов скорости под парусом на дистанции одна морская миля.
Основные материалы: углепластики и титановые сплавы. Высокая скорость достигается за счёт уменьшения смоченной поверхности при росте скорости — в оптимальном режиме движения тримаран опирается на три точки: два боковых крыла на поплавках и хвостовое оперение. При этом площадь смоченной поверхности составляет около 2 квадратных метров.
5 октября 2008 года тримаран достиг рекордной для парусников того времени скорости 52,86 узла (97,90 км/ч). Это достижение не было зарегистрировано как рекорд из-за недостаточной дистанции, на которой удалось удерживать такую скорость.
21 декабря 2008 года Hydroptere достиг скорости 56,3 узлов (104,3 км/ч), но перевернулся, и рекорд также не был зарегистрирован.
4 сентября 2009 года Hydroptere побил существующий мировой рекорд скорости для парусников, достигнув средней скорости 52,86 узла (97,90 км/ч) на дистанции 500 м при скорости ветра в 30 узлов.
Максимальная пиковая скорость — 61 узел (112 км/ч).
В 2012 году эти рекорды были улучшены яхтой Vestas Sailrocket 2.